# 다롄 인민 경기장
다롄 인민 경기장(중국어: 大连市人民体育场)은 중화인민공화국 랴오닝성 다롄에 위치한 경기장이다. 이 경기장은 주로 축구 경기를 위해 사용되고 있다. 또한 다롄의 대부분의 스포츠가 이 곳에서 열린다. 이 경기장은 1976년에 세워졌으며 55,843명을 수용할 수 있으며, 최대 수용 인원은 60,000명이다. 다롄 스더의 홈 구장이다.